# Kazuki Fukai
Kazuki Fukai (深井 一希 Fukai Kazuki?), född 11 mars 1995 i Hokkaido prefektur, är en japansk fotbollsspelare.
Fukai började sin karriär 2013 i Consadole Sapporo (Hokkaido Consadole Sapporo). Han spelade 128 ligamatcher för klubben.